# پیترو لیناری
پیترو لیناری (ایتالیایی: Pietro Linari; ۱۵ اکتبر ۱۸۹۶ – ۱ ژانویهٔ ۱۹۷۲) دوچرخه‌سوار اهل ایتالیا بود.